# Tatsuro Yamashita
Tatsurō Yamashita (山下 達郎?, Yamashita Tatsurō; Ikebukuro, 4 febbraio 1953) è un cantante giapponese.
Considerato uno dei più importanti artisti della musica giapponese tutta, Yamashita ha fuso vari stili di musica statunitensi, tra cui jazz e funk, divenendo per molti l'inventore del genere city pop. Numerosi suoi album hanno ricevuto il plauso della critica e gli esperti.

## Biografia
Nel 1975 registrò con gli Sugar Babe il loro unico album Songs, apprezzato dagli specialisti e considerato il primo album del genere city pop. Il primo album solista di Yamashita Circus Town, registrato negli USA per la RCA e pubblicato nel 1976, non ebbe il successo sperato e si piazzò solamente alla posizione numero 50 della classifica Oricon. Sebbene Spacy del 1977, registrato con Tsunehide Matsuki, Shuichi Murakami e Haruomi Hosono e l'ancora sconosciuto Ryuichi Sakamoto, fece inizialmente fiasco, l'album portò a definizione lo stile dell'artista e ricevette il plauso della critica. La riedizione del 2002 giungerà alla posizione numero 29 della classifica giapponese. Venne ben accolta nella scena disco di Osaka la sua traccia Bomber, pubblicata come lato B del singolo Let's Dance Baby, estratto dal suo terzo album Go Ahead! del 1978. Due delle sue canzoni più famose, Moonglow e Ride on Time, vennero pubblicate rispettivamente nel 1979 e nel 1980. Nel frattempo, Yamashita iniziò una relazione con la cantante Mariya Takeuchi, che sposò nei primi anni 1980. Con Tekeuchi collaborò in più occasioni, ad esempio producendo il successo di lei Plastic Love. Dalla loro unione nacque una figlia. Nel 1988, Tatsuro Yamashita pubblicò Boku no naka no shounen, considerato uno dei capolavori del synth-funk.

## Discografia parziale

### Da solista

#### Album in studio
- 1976 – Circus Town
- 1976 – Niagara Triangle Vol.1 (con Eiichi Ohtaki e Ginji Ito)
- 1977 – Spacy
- 1978 – Go Ahead!
- 1978 – Pacific  (con Haruomi Hosono e Shigeru Suzuki)
- 1979 – Moonglow
- 1980 – Ride On Time
- 1980 – On the Street Corner
- 1982 – For You
- 1983 – Melodies
- 1984 – Big Wave
- 1986 – Pocket Music
- 1986 – On the Street Corner 2
- 1988 – Boku no Naka no Shounen (僕の中の少年)
- 1991 – Artisan
- 1993 – Season's Greetings
- 1998 – Cozy
- 1999 – On the Street Corner 3
- 2005 – Sonorite
- 2011 – Ray of Hope
- 2013 – Melodies 30th Anniversary Edition
- 2017 – Come Along 3
- 2022 – Softly

#### Album dal vivo
- 1978 – It's a Poppin' Time
- 1989 – Joy: Tatsuro Yamashita Live

#### Compilation
- 1982 – Greatest Hits! of Tatsuro Yamashita
- 1984 – Come Along II
- 1995 – Treasures
- 2002 – Rarities
- 2012 – Opus (All Time Best 1975-2012)

### Nei gruppi

#### Negli Sugar Babe

##### Album in studio
- 1975 – Songs

## Filmografia
- Mirai, regia di Mamoru Hosoda (2018) - colonna sonora